# Années 470 av. J.-C.
Les années 470 av. J.-C. couvrent les années de 479 av. J.-C. à 470 av. J.-C.

## Événements
- Vers 480-450 av. J.-C. : époque de la Tène ancienne Ia. Le commerce étrusque par les cols des Alpes se développe. Les Celtes s’installent pacifiquement dans la vallée du Pô. Les oppida de la vallée du Rhône disparaissent et le centre de gravité de la civilisation celte se déplace vers le nord (Champagne, Ardennes, vallées de la Moselle et de la Sarre) où se développe la métallurgie du fer[1].

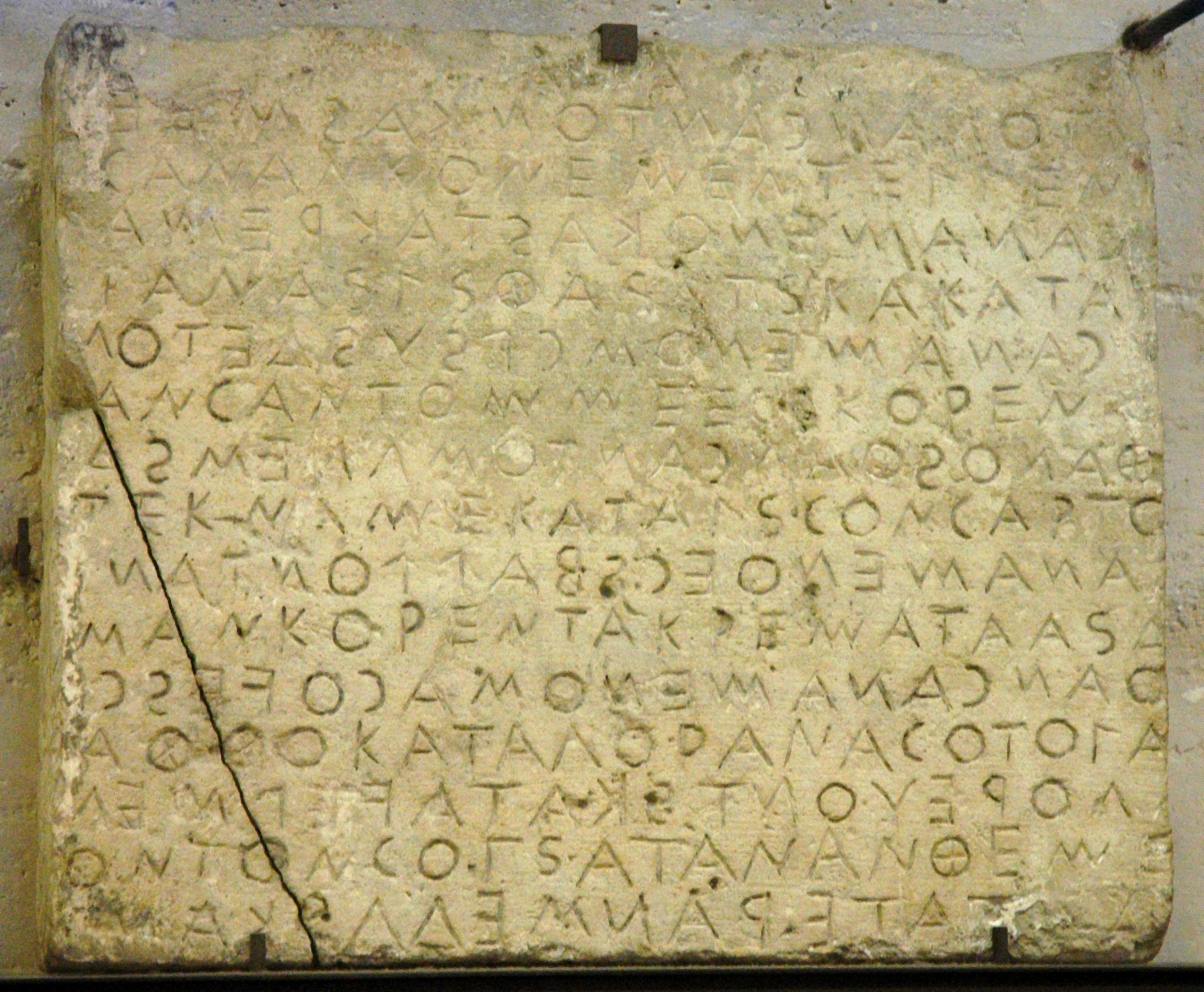
Sur les héritages, fragment de la colonne XI du code de Gortyne, musée du Louvre

- Vers 480-460 av. J.-C. : code de Gortyne, longue inscription en grande partie intacte regroupant un ensemble de lois concernant la famille[2]. Il révèle une société dorienne hiérarchisé, inégalitaire (les peines varient selon le statut social). La femme a un statut de mineure, plus favorable qu’à Athènes. Elle a le droit de propriété, mais ne gère pas ses biens propres. Elle peut choisir son mari parmi ses prétendants. Elle est protégée contre le viol et en cas de divorce ou de veuvage.
- Entre 480 et 460 av. J.-C. : prédication de Malachie. Il secoue l’indifférence religieuse dans laquelle est retombé le peuple hébreu après son retour d’exil, en dénonçant le laisser-aller général (dégradation du service cultuel, injustices, divorces et mariages mixtes). Tourné vers l’avenir, il annonce le retour d’Élie, « l’ange de l’Alliance », et le rétablissement de la justice de Dieu[3].

- Vers 480 av. J.-C. :

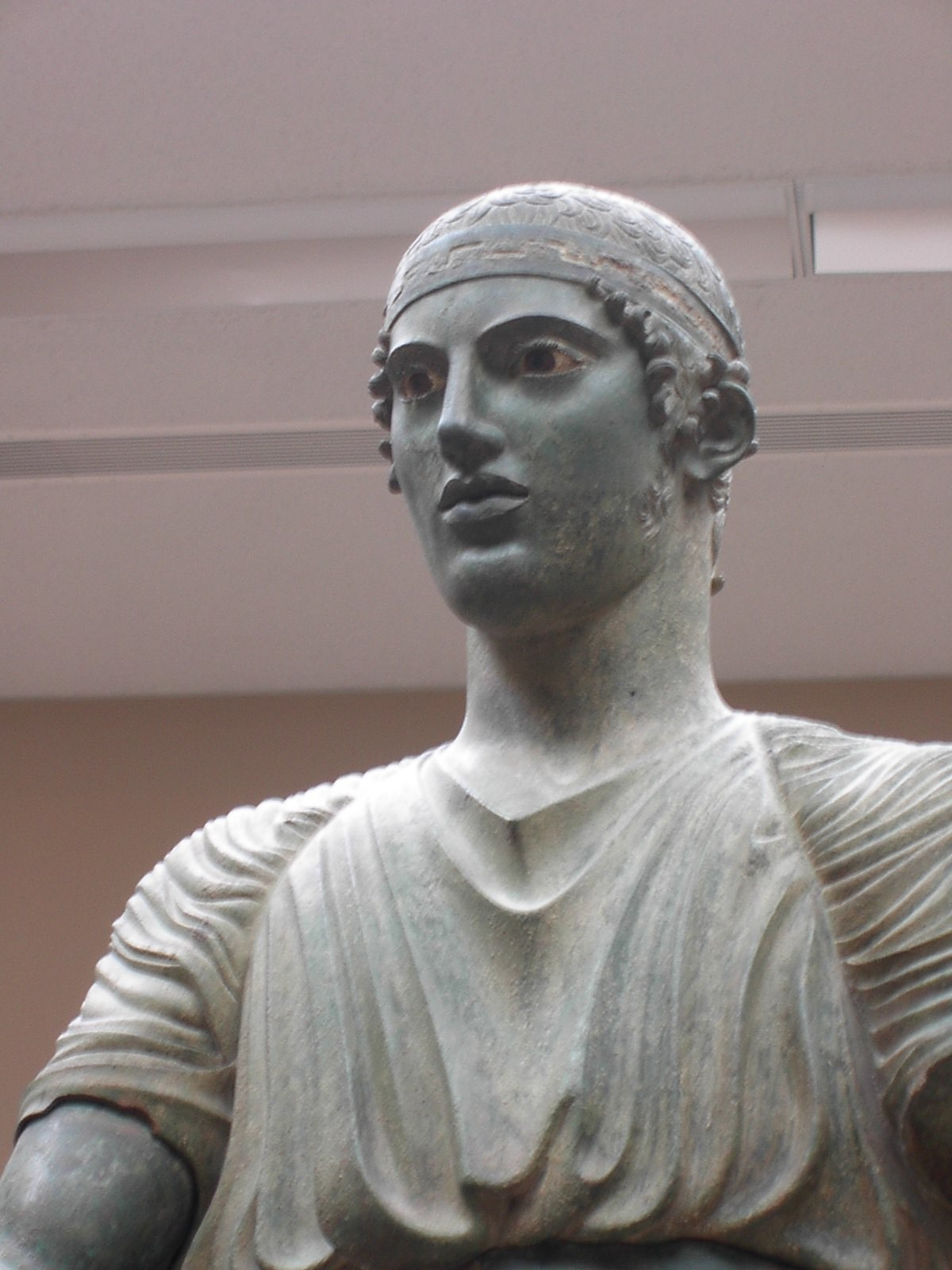
Aurige de Delphes, détail, v. 478 ou 474 av. J.-C., Musée archéologique de Delphes.

  - l’Aurige de Delphes, bronze dédié par le prince sicilien Polyzalos[4].
  - fresque de la Tombe du Plongeur à Paestum[4].
- 480 av. J.-C. : la bataille d’Himère met fin à la première guerre gréco-punique. Ayant perdu une partie de leurs possessions en Méditerranée, et constatant que la route de Tartessos est menacée par les Grecs de Massalia, les Magonides étendent leur autorité en Afrique du Nord. L’afflux de nouveaux colons venus de Tyr, tombée en décadence, incite les Carthaginois à coloniser l’arrière pays africain et à développer une nouvelle route commerciale. Ils s’emparent des terrains cultivés par les Libyens et en font des esclaves. Ils occupent le cap Bon, le Tell, et établissent ou développent des comptoirs à Lepcis (Homs, à l’est), à Tamusiga (Mogador, à l’ouest) et au-delà. Les activités principales de l’Afrique du Nord à l’époque carthaginoise sont l’agriculture (blé, orge, olivier, vigne) et l’élevage de chevaux[5].

- 479 av. J.-C. : fin de la seconde guerre médique[6].
- 478-477 av. J.-C. : la ligue de Délos est établie sous la direction d'Athènes pour lutter contre les Perses[7]. Organisée par Aristide le Juste, cette ligue oblige chaque allié participant à fournir des vaisseaux ou de l'argent, et Athènes en assure la direction. Elle sera rapidement transformée en empire athénien.
- Vers 478 ou 470 av. J.-C. : le roi de Perse Xerxès envoie Sataspès, condamné au pal pour le viol d’une jeune fille, faire la circumnavigation de l’Afrique. Il franchit les colonnes d’Hercule, double le cap Soloéis (le cap Cantin au Maroc) et fait route vers le Sud. Pris dans un calme plat, il fait demi-tour et rentre en Égypte. Xerxès le fait empaler[8].
- 474 av. J.-C. : la bataille navale de Cumes met fin à la puissance maritime des Étrusques[9]. Elle marque une baisse des importations de céramiques helléniques vers l’Étrurie et le Latium.

## Personnages significatifs
- Aristide le Juste
- Artémise Ire, reine d'Halicarnasse en Carie
- Alexandre Ier de Macédoine
- Hamilcar de Giscon
- Hiéron Ier
- Hippodamos
- Mardonios
- Pausanias
- Publilius Volero
- Thémistocle
- Xerxès Ier